# Jusèp Boya i Busquet
Jusèp Boya i Busquet (Les, Vall d'Aran, 22 de juliol de 1960) és llicenciat en Geografia i Història en l'especialitat d'Història Medieval per la UB, antic director del Museu d'Història de Catalunya, des de 2018 és director del Museu d'Arqueologia de Catalunya, prèviament va ser Director general d'Arxius, Biblioteques, Museus i Patrimoni de la Generalitat de Catalunya (2016-2018).

## Biografia
Va cursar estudis de museologia i conservació i de gestió del patrimoni cultural a la Universitat de Mont-real (Canadà).
És membre del cos de conservadors de museus de la Generalitat des de l'any 1988 i ha estat director del Musèu dera Val d'Aran entre els anys 1986 i 1990, cap de l'Àrea de Gestió Museogràfica del Museu d'Història de Catalunya entre 1996 i el 2008 i, posteriorment, responsable del projecte del Museu Nacional d'Història, Arqueologia i Etnologia de Catalunya.
Entre 2011 i 2014 va ser cap del Servei de Museus i de protecció de Béns Mobles del Departament de Cultura, des d'on va liderar projectes com la redacció del Pla de Museus de Catalunya 2014-2020, l'avantprojecte de creació d'un clúster de museus a la muntanya de Montjuïc, la coordinació i seguiment dels Serveis d'Atenció als Museus o l'elaboració, així com la tramitació i seguiment dels Acords de Finançament entre el Departament de Cultura i el MAC, MHC i MNACTEC, entre d'altres.
Al llarg de la seva carrera, ha treballat en més de cent projectes expositius i projectes museològics i museogràfics i ha col·laborat com a docent en diversos programes universitaris tant a nivell nacional com internacional. Boya ha cursat estudis de museologia i conservació i de gestió del patrimoni cultural a la Universitat de Montréal. Així mateix, disposa de formació especialitzada en museologia i gestió del patrimoni. El setembre de 2014 fou nomenat Director del Museu d'Història de Catalunya, càrrec que abandonà el 2016 per passar a ser Director General d'Arxius, Biblioteques i Museus de la Generalitat de Catalunya.
Abans de dirigir el Museu d'Història de Catalunya va ocupar el càrrec de cap del Servei de Museus i de Protecció de Béns Mobles del departament de Cultura. El 18 de juliol de 2017 es converteix en el director de l'Agència Catalana del Patrimoni Cultural, substituint l'escriptor i poeta Àlex Susanna.
És germà de Mireia Boya i fill de Maria Pilar Busquets, primera síndica d'Aran després de la recuperació de les institucions de la Val.